# 果尔·古姆巴斯

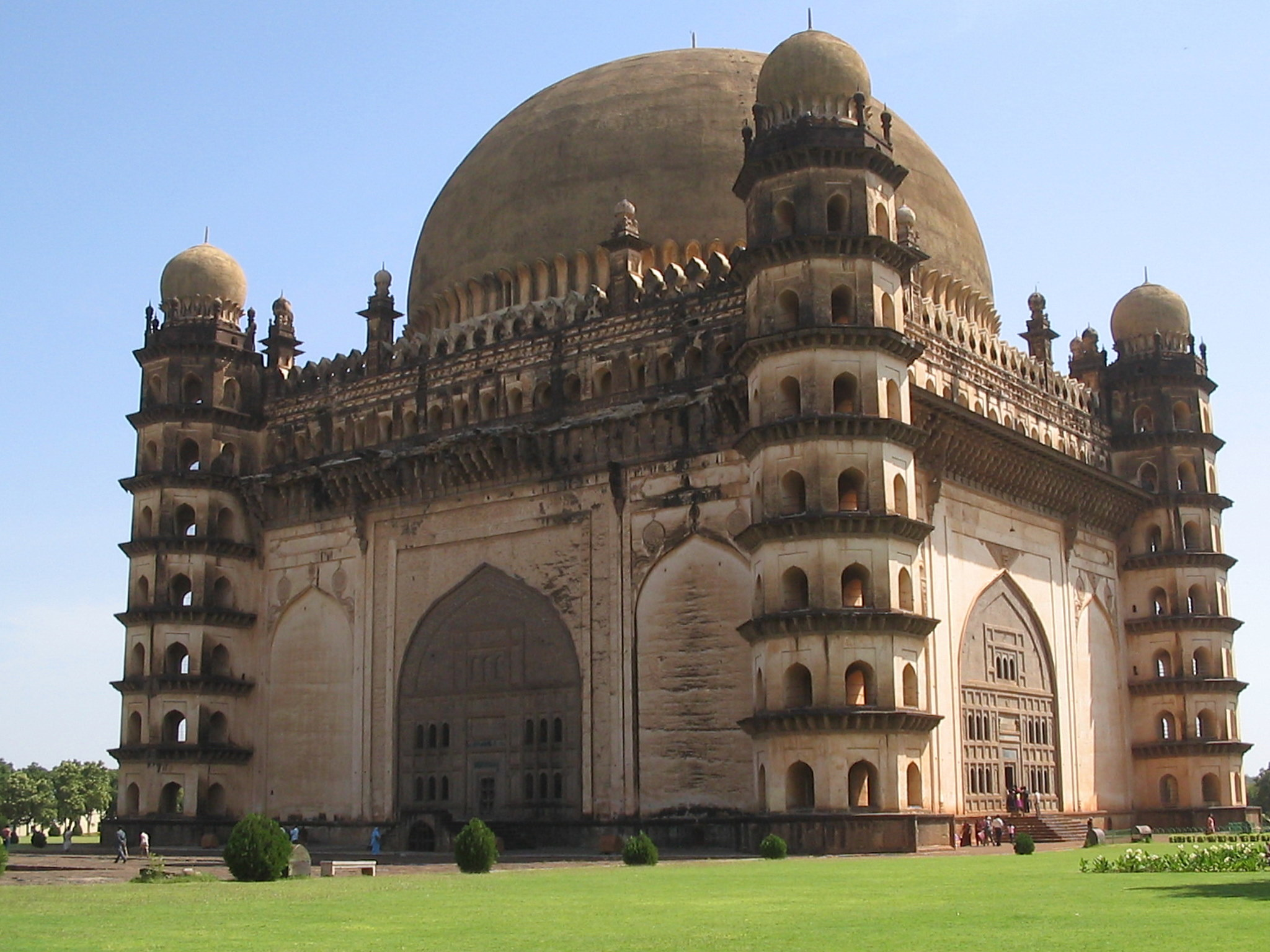
果尔·古姆巴斯

果尔·古姆巴斯（Gol Gumbaz，也寫成Gol Gumbad），意為「圓形穹頂」，位于印度卡纳塔克邦比贾布尔，是17世紀印度南部穆斯林政權阿迪勒·沙阿王朝君主穆罕默德·阿迪尔·沙（1627-1656年在位）的陵墓。陵墓圓頂的直徑達到44米，曾經是亞洲最大的圓頂。陵墓並未完全竣工。
果尔·古姆巴斯於2014年列入印度世界遺產預備名單「德干蘇丹國紀念建築物及要塞」（Monuments and Forts of the Deccan Sultanate）。